# Lymphangiosis carcinomatosa
Mit dem Begriff Lymphangiosis carcinomatosa (kurz LC) bezeichnet man eine Infiltration der Lymphgefäßbahnen durch Tumorzellen. Die klinisch wichtigste Form ist die pulmonale Lymphangiosis carcinomatosa, die im Folgenden besprochen wird und die eine spezielle Form der Lungen-Metastasierung (Pulmo (lat.) = ‚Lunge‘) darstellt. Das klinische Hauptsymptom der pulmonalen Lymphangiosis carcinomatosa ist die Luftknappheit (Dyspnoe).

## Pathogenese, Ursachen der pulmonalenLymphangiosis carcinomatosa
Eine Lymphangiosis carcinomatosa kann beide Lungen oder nur Teile davon betreffen. Ursache ist am häufigsten ein metastasierter Brustkrebs (Mammakarzinom). Auch andere Tumoren können zu einer LC führen, so beispielsweise das Bronchialkarzinom (Lungenkrebs), das Pankreaskarzinom (Bauchspeicheldrüsenkrebs) oder das Prostatakarzinom. Im mikroskopischen Bild der befallenen Lungenabschnitte finden sich Tumorzellmassen in den Lymphbahnen. Die Tumorzellen führen dazu, dass der Lymphabfluss nicht mehr gewährleistet ist. Dadurch kommt es einerseits zum Flüssigkeitsstau in den von den entsprechenden Lymphbahnen drainierten Lungenabschnitten, zum anderen zur Verengung der kleinen Lungenäste (Bronchiolen) sowie zur Verschlechterung der Lungenelastizität und Lungendurchblutung. Der dadurch verschlechterte Gasaustausch in den Lungen führt zum Gefühl von Luftknappheit.
Folgende Formen der pulmonalen Lymphangiosis carcinomatosa werden unterschieden:
- Beim hilifugalen Metastasierungstyp breiten sich die Tumorzellen aus den hilären Lymphknotenmetastasen gegen den Lymphabstrom in die Peripherie aus. Von dort bricht der Tumor in das Interstitium ein. Es entwickeln sich radiär streifige Parenchymverdichtungen, die typischerweise bei Karzinomen der Mamma, der Lunge und des Gastrointestinaltraktes angetroffen werden.[1]
- Beim hämatogen-embolischen Metatstasierungstyp werden Metastasen extrapulmonaler Tumoren in das Kapillarnetz der Lunge eingeschwemmt und infiltrieren von dort die Lymphgefäße und das Interstitium.[2]
- Perifokaler Metastasierungstyp: Ein Lungenkarzinom kann unabhängig von seiner Lokalisation in der Lunge zu einer perifokal beginnenden Lymphangiosis carcinomatosa führen.

## Diagnostik und Differenzialdiagnosen bei Verdacht auf pulmonaleLymphangiosis carcinomatosa
Es gibt keine Blutwerte, die spezifisch für eine Lymphangiosis carcinomatosa sind. Unter Umständen kann man ein Ansteigen der Tumormarker messen. Die Lungenfunktionsuntersuchung zeigt eine deutliche restriktive Ventilationsstörung. Wichtigste diagnostische Untersuchung ist die Thorax-Röntgenaufnahme und die Computertomografie (CT) des Thorax. Dort sieht man typischerweise eine netzartige Zeichnung mit feinen knotigen Verdichtungen. Häufig besteht auch ein Pleuraerguss. Die Differenzialdiagnosen („atypische“ oder Virus-Pneumonie, Kapillarlecksyndrom, pulmonale Stauung) können manchmal schwierig abzugrenzen sein. Im Zweifelsfall kann eine Bronchoskopie mit Gewebeprobeentnahme (Biopsie) aus den betroffenen Lungenabschnitten unter Umständen Klärung bringen.

## Behandlung der pulmonalen LC
Die Behandlung der Lymphangiosis carcinomatosa ist zum einen an den Symptomen orientiert und zielt auf die Linderung der Luftknappheit. Dazu werden höherdosiert Glucocorticoide („Cortison“), Schleifendiuretika zur Entwässerung und gegebenenfalls Theophyllin gegeben. Zum anderen sollte die Tumorerkrankung mit entsprechenden Zytostatika therapiert werden. Dadurch lässt sich häufig eine deutliche Besserung der Beschwerden erzielen. Heilbar ist die Tumorerkrankung in diesem Stadium jedoch in der Regel nicht mehr.